# جدول شیب‌دار

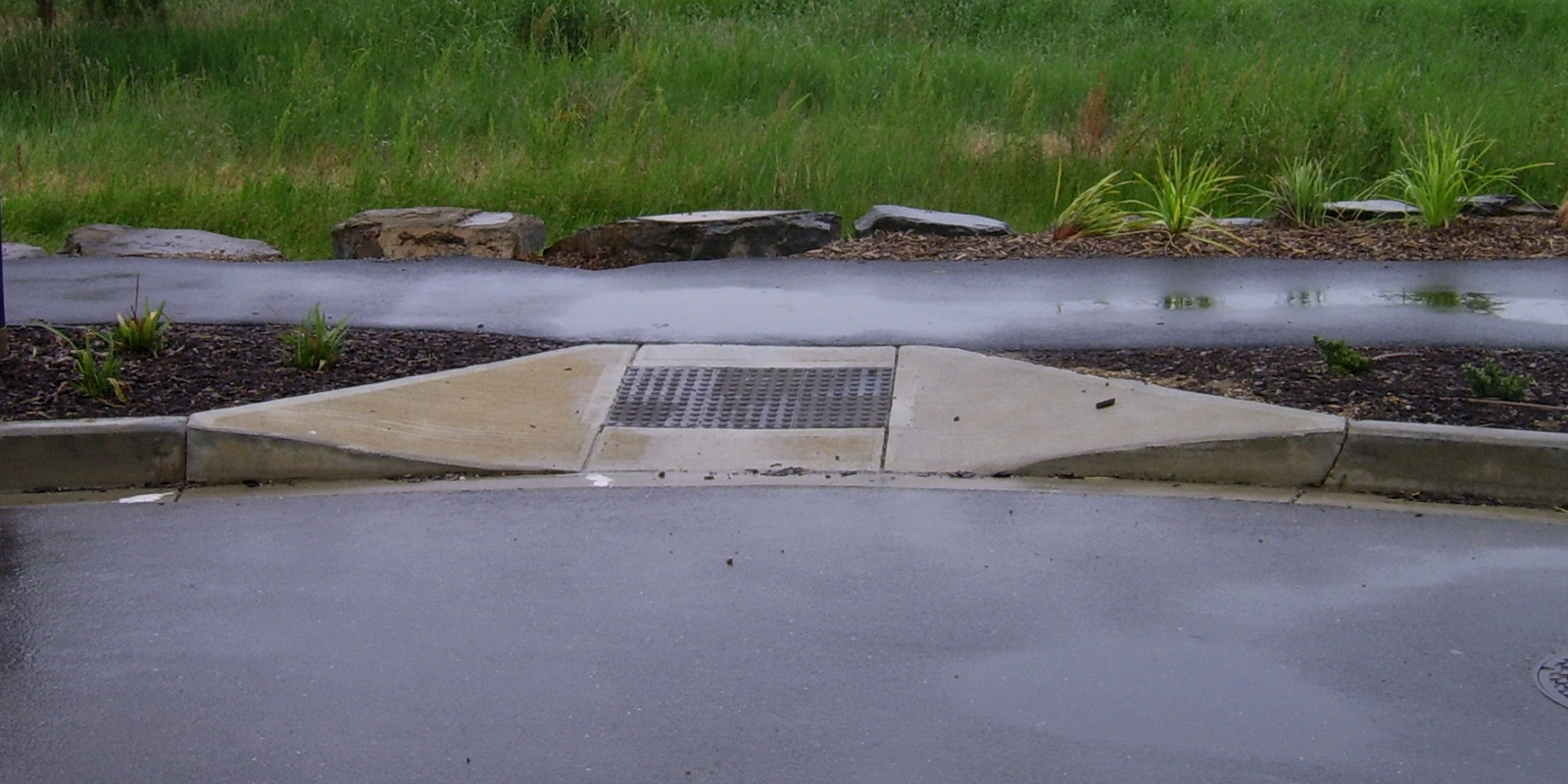
جدول شیب‌دار با کفپوش برجسته که یک مسیر پیاده‌روی خارج از خیابان را به جاده متصل می‌کند

جدول شیب‌دار (انگلیسی: Curb cut) بخشی از جدول کنار خیابان است که به صورت شیب‌دار ساخته می‌شود تا امکان دسترسی آسان‌تر ویلچر، کالسکه بچه و سایر وسایل نقلیه چرخ‌دار به پیاده‌رو را فراهم کند. این شیب‌ها معمولاً در تقاطع‌ها، ورودی ساختمان‌ها و سایر نقاطی که نیاز به دسترسی آسان وجود دارد، تعبیه می‌شوند. جدول‌های شیب‌دار نقش مهمی در ایجاد محیط‌های شهری قابل دسترس و فراگیر برای همه افراد، به ویژه افراد دارای معلولیت یا مشکلات حرکتی، دارند.
جدول شیب‌دار یک سطح شیب‌دار (معمولاً بتنی) است که از بالای پیاده‌رو تا سطح خیابان مجاور ادامه دارد. هدف اصلی از طراحی آن، استفاده عابران پیاده است و معمولاً در مناطق شهری که انتظار تردد عابران می‌رود، یافت می‌شود. در مقایسه با جدول‌های معمولی (که با زاویه قائمه و ارتفاع ۱۰–۱۵ سانتی‌متر بالاتر از سطح خیابان قرار دارند)، جدول شیب‌دار دارای شیب ملایمی است که دو سطح پیاده‌رو و خیابان را به هم متصل می‌کند، و گاهی اوقات با کفپوش برجسته همراه است.

## تاریخچه
در گذشته، پیاده‌روها با زاویه قائمه نسبت به سطح خیابان و با جدول‌های معمولی ساخته می‌شدند. استفاده از جدول شیب‌دار برای کمک به افرادی که کالسکه بچه حمل می‌کردند، حداقل به دهه ۱۹۳۰ در بریتانیا برمی‌گردد.
در دهه ۱۹۴۰، شهر کالامزو در ایالت میشیگان، به عنوان یک پروژه آزمایشی، جدول‌های شیب‌دار را برای کمک به اشتغال معلولان جنگی نصب کرد. پس از آن، پروژه بزرگی در برکلی کالیفرنیا به رهبری مرکز زندگی مستقل، منجر به نصب جدول‌های شیب‌دار در خیابان‌های Telegraph و Shattuck شد و مسیرهای تردد گسترده‌ای ایجاد کرد. به دنبال این اقدامات، ارزش جدول‌های شیب‌دار بیشتر مورد توجه قرار گرفت و نصب آن‌ها اغلب به صورت داوطلبانه توسط شهرداری‌ها و توسعه‌دهندگان انجام شد.
در کشورهای غربی، نصب جدول‌های شیب‌دار توسط قوانینی مانند قانون آمریکایی‌های دارای معلولیت (ADA) در ایالات متحده (که جدول شیب‌دار را در همه پیاده‌روها اجباری می‌کند) یا قانون تبعیض معلولیت ۱۹۹۲ در استرالیا اجباری شده است.

## استفاده‌کنندگان و کاربردها

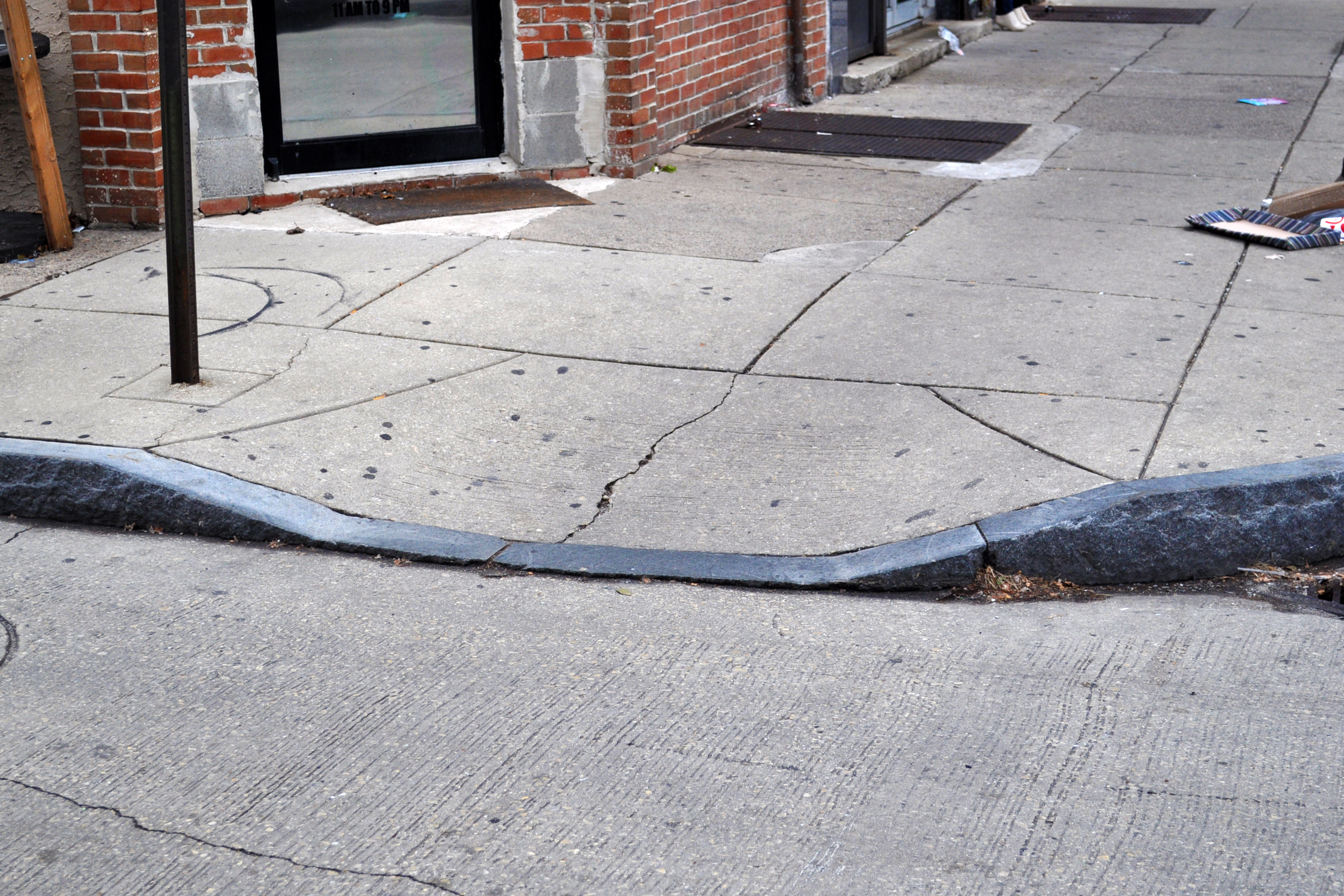
جدول شیب‌دار در یک تقاطع

جدول‌های شیب‌دار در تقاطع‌های خیابان به کاربران ویلچر، کالسکه‌های بچه، کودکان نوپا که سه‌چرخه دارند و غیره اجازه می‌دهد تا با سهولت بیشتری به پیاده‌رو وارد یا از آن خارج شوند. بسیاری از جدول‌های شیب‌دار همچنین دارای کفپوش برجسته هستند، الگویی از برآمدگی‌های دایره‌ای که به عابران پیاده نابینا هشدار می‌دهد که در حال ورود به جاده هستند.
جدول‌های شیب‌دار همچنین به نفع عابران پیاده‌ای است که از واکر، عصا یا ویلچر استفاده می‌کنند، کالسکه، کالسکه بچه یا کریر حمل نوزاد را هل می‌دهند، چرخ دستی یا ارابه دستی را هل می‌دهند یا می‌کشند، یا در کنار دوچرخه راه می‌روند. همچنین برای هر کسی که دوچرخه، اسکیت غلتکی یا اسکیت‌برد سوار می‌شود، مفید است.
جدول شیب‌دار پهن‌تر برای ورود وسایل نقلیه موتوری به مسیرهای ورودی یا پارکینگ در طرف دیگر پیاده‌رو نیز مفید است.

## طراحی
جدول‌های شیب‌دار قابل دسترس از پایین‌ترین قسمت جدول به بالاترین قسمت آن (معمولاً با ۱۵ سانتی‌متر اختلاف ارتفاع) امتداد دارند. عرض حداقل این جدول‌ها ۱ متر است. شیب آن‌ها نباید بیشتر از ۱:۱۲ (۸٫۳۳٪) باشد، به این معنی که به ازای هر ۱۲ سانتی‌متر فاصله افقی، نباید بیش از یک سانتی‌متر افزایش ارتفاع داشته باشند. سطح شیب‌دار بتنی گاهی اوقات با شیارهایی ساخته می‌شود که بافت آن می‌تواند به عنوان هشداری برای افراد کم‌بینا در مورد انتقال به خیابان عمل کند. چنین شیارهایی همچنین امکان کشش و روان شدن آب را فراهم می‌کنند و ممکن است به رنگی که به‌طور قابل توجهی با بتن مجاور تضاد دارد، رنگ‌آمیزی شوند.

## طراحی جهانی
طرفداران طراحی جهانی اغلب به تأثیر جدول‌های شیب‌دار به عنوان نمونه‌ای اشاره می‌کنند که مزایای این فلسفه طراحی را برجسته می‌کند.